# Cầu Stříbro
Cầu Stříbro thời Phục hưng là một cây cầu nổi tiếng có năm vòm đá bắc qua sông Mže ở Thành phố Stříbro, cộng hòa Séc. Công cuộc xây dựng cây cầu bắt đầu từ năm 1555 và hoàn thành vào năm 1560 dưới sự giám sát của kiến trúc sư người Tây Ban Nha Benedict Volch. Sau khi xây dựng, cây cầu đã trở thành một phần của con đường dẫn đến thị trấn Stříbro từ Thành phố Plze và Thủ đô Praha. Ngày nay cây cầu chỉ dành riêng cho người đi bộ lưu thông.
Năm 1958, cây cầu chính thức được công nhận là di tích văn hóa của Séc và là một phần của khu di sản Stříbro từ năm 1992.

## Miêu tả
Theo bản thiết kế, cây cầu có hai phần. Phần đầu tiên bao gồm hai mái vòm bắc qua sông Mže và phần thứ hai bao gồm ba mái vòm nhỏ hơn đóng vai trò là "cầu vượt lũ". Về mặt hình học, cây cầu có thiết kế không đồng trục, giữa các đoạn của cây cầu có một cây cổng với hình thù là những ngọn tháp được đỡ bởi một trụ rộng khoảng 5,15 mét. Mặt tiền của những ngọn tháp được trang trí bằng chữ sgraffito. Tháp cầu trở thành một trong những công trình quân sự quan trọng của thị trấn lúc bấy giờ. Đồng thời, ngọn tháp cũng là một trạm thu phí đường bộ.
Chất liệu chính để xây dựng cây cầu là các khối đá sa thạch khổng lồ dài 60 m, rộng gần 6 m, mang lại độ chắc chắn cực kỳ cao. Những khối đá này đều được khai thác tại các mỏ đá địa phương nằm gần Đô thị Těchlovice.
Điểm đặc biệt tạo nên vẻ đẹp của cây cầu là tác phẩm điêu khắc của Thánh John của Nepomuk (Vị thánh bảo vệ của cây cầu) do nghệ nhân Lazar Widman tạo ra từ năm 1721. Tuy nhiên bản gốc này hiện đã được chuyển đến bảo tàng của thị trấn, tác phẩm trên cây cầu chỉ là bản sao do nhà điêu khắc Jaroslav Šindelář tạo ra vào năm 2005 trong quá trình xây dựng lại cây cầu.
Hiện nay, cấu trúc của cây cầu vẫn giữ nguyên như ban đầu, ngoại trừ các bức tường trên cả hai cổng tháp đều đã được khắc chữ bởi Lục quân Hoa Kỳ vào năm 1945.

## Tái thiết
Cho đến năm 2000, cây cầu chủ yếu phục vụ giao thông đường bộ. Năm 2001, công cuộc tái thiết lớn nhất của tháp và cây cầu bắt đầu. Tuy nhiên trận lũ lụt năm 2002 khiến tình trạng của cây cầu càng trở nên hư hại. Mặc dù vậy, việc trùng tu tháp, tượng Thánh John Nepomucene và bản thân cây cầu vẫn tiếp tục. Đến năm 2005, công cuộc tái thiết phần thiệt hại do lũ lụt của thân cầu mới chính thức bắt đầu. Ngoài ra, vấn đề tài chính cũng ảnh hưởng rất nhiều đến quá trình tu sửa cây cầu. Vào năm 2015, sau 15 năm liên tục sửa chữa, việc cải tạo và mở rộng cây cầu đã được kết thúc với tổng chi phí lên tới gần 20 triệu Koruna.

## Di tích
Cho đến hiện tại, chỉ có hai cây cầu có tháp cổng ở Cộng hòa Séc: Cầu karl ở Praha và cầu đá ở Stříbro. Trong đó, Cầu Stříbro là một di tích mang Kiến trúc Gothic-Phục hưng đặc biệt có giá trị.
Vào năm 2011, Ngân hàng Nhà nước Séc đã phát hành đồng xu vàng (do Zbyněk Fojtů thiết kế) kỷ niệm 5000 CZK như một phần tôn vinh những cây cầu ở Cộng hòa Séc.